# Maistrov park, Ljubljana
Maistrov park, prej Kolodvorski park, leži nasproti glavne železniške in avtobusne postaje v Ljubljani ob cesti Trg osvobodilne fronte. Park zaokroža zelene in urbane površine, ki mejijo na severni strani z ulico Trg osvobodilne fronte, na zahodni strani sega do stavbe Trga osvobodilne fronte 12, na južni strani do izteka Kolodvorske ulice in od stavb Kolodvorske ulice 18 do 20, na vzhodni strani pa meji do dvorišča stavbe na Resljevi cesti 33 in se severovzhodno zaključi pred Trgom osvobodilne fronte.
To je pravokotna površina, zasajena s travo in gredami sezonskega cvetja, drevje in grmovnice so redke. Skozi območje tečeta dve peščeni pešpoti. Robna območja proti zgradbam so neoblikovana, pogled seže na dvorišča in neugledne fasade. Deli okoliških bistrojev segajo v zelene površine.
V preteklosti je bil tudi ta park lepše urejen in je predstavljal prijeten prostor za čakanje na potovanje. Na primernejšo ureditev čaka na čas, ko bo preurejeno celotno območje cest in postaj v skladu z urbanistično zasnovo.
Leta 1999 so na severnem vogalu parka, na koncu Kolodvorske ulice, postavili spomenik Rudolfu Maistru. Več kot tri metre in pol visok konjenik je delo Jakova Brdarja in rahlo diagonalno stoji na dvignjeni ploščadi.